# Нојмарк (Вајмар)
Нојмарк (њем. Neumark) град је у њемачкој савезној држави Тирингија. Једно је од 75 општинских средишта округа Вајмарер Ланд. Према процјени из 2010. у граду је живјело 479 становника. Посједује регионалну шифру (AGS) 16071061.

## Географски и демографски подаци
Нојмарк се налази у савезној држави Тирингија у округу Вајмарер Ланд. Град се налази на надморској висини од 193 метра. Површина општине износи 8,6 km². У самом граду је, према процјени из 2010. године, живјело 479 становника. Просјечна густина становништва износи 55 становника/km².